# 鄭耀棠
鄭耀棠，大紫荊勳賢，GBS，JP（1948年10月14日—），祖籍廣東珠海，香港政治人物，現任港區全國人大代表、中港關係策略發展研究基金主席、樂群社會服務處主席。

## 背景
鄭耀棠於香港出生，家有八兄弟姊妹。他在兩歲時隨父母回鄉生活，十歲時才返回香港定居，並入讀香港高主教書院小學部二年級。在校時因為成績優異，因此能夠跳級兩次。小學畢業後，因為家境貧窮而無法負擔學費，他於是投身社會工作。同時在高主教書院的夜校部完成中一至中三課程。後來他再自我進修，分別入讀香港大學校外課程部和廣州暨南大學。畢業後，進入了香港牛奶公司工作。1964年加入華潤公司。在1971年到1974年間，鄭由香港洋務工會宣傳教育部副部長、常務委員兼宣傳教育部部長升任為副主席。1974至2004年期間，曾兩次出任香港工會聯合會副理事長及一次工聯會會長。及後於1988年起當選為第七、八、九、十、十一，十二和十三屆全國人大代表。1995年9月，他競選立法局議員，並成功獲得議席。1996年參加臨時立法會，但沒有參加1998年香港立法會選舉。鄭耀棠於2002年7月晉身為香港行政會議非官守成員，任職至2017年6月離任。此外，他亦曾任港事顧問、香港特別行政區籌備委員會委員、推選委員會委員、醫院管理局成員、大珠三角商務委員會委員、經濟及就業委員會成員以及授勳評審委員會委員等公職崗位。

## 爭議性言論
鄭耀棠是知名的香港親共人士，經常公開批評泛民主派，他也成為泛民主派的針對對象之一。
2010年元旦大遊行期間，年輕示威人士不滿被警方阻攔到中聯辦請願，觸發他們衝擊中聯辦。鄭耀棠於電台接受訪問時表示他們的做法令北京當局「非常震驚」，若激進抗議人數增加，「北京便會出兵」。但他於同日下午突然「失憶」改口，先稱從未使用「震驚」一詞，又說那是其個人分析，不代表中央政府立場。事件引起市民廣泛討論，鄭耀棠翌日表示他曾否認用「震驚」一詞，全因記憶問題，更自嘲對自己「記憶力衰退更表震驚」。
鄭耀棠曾在電台節目上表示，中央政府一直對香港釋出善意，例如開放自由行使香港更繁榮，但卻換來批評，指中央要「赤化」香港。又說香港主權屬於中國，質疑為何要防止中國赤化香港。他認為香港人應支持國家統一，應該反對「赤化」邏輯。關於普選和政改諮詢，鄭認為中央非有「心魔」，而是擔心香港亂來。
鄭耀棠另一知名言論即是豔星論。他曾在接受傳媒訪問時表示，特首選舉要有篩選，是要避免選出艷星當特首。

## 榮譽
- 銀紫荊星章（1998年）
- 非官守太平紳士（1999年）
- 金紫荊星章（2008年）
- 大紫荊勳章（2015年）

## 外部連結
- 行政會議 - 行政會議成員 - 鄭耀棠